# Université Laurentienne
L'Université Laurentienne (en anglais : Laurentian University), fondée en 1960, est une université bilingue de taille moyenne située à Sudbury, Ontario, Canada. L'Université Laurentienne est le plus grand pourvoyeur de cours universitaires bilingues au Canada. Sa bibliothèque centrale, la bibliothèque Jean-Noël-Desmarais, a été inaugurée en 1990.

## Vue d'ensemble
Le campus universitaire est situé sur le bord du Lac Ramsey, au sud du centre-ville de Sudbury. Le club de golf Idylwylde est à la bordure de l'université.
L'Université est structurée sous la forme d'une école fédérée identique à celle de l'Université de Toronto. Elle comporte quatre syndicats étudiants (en plus des associations étudiantes du cycle supérieur). On compte deux associations offrant des services aux étudiants du premier cycle: l'Association des étudiantes et étudiants francophones (AEF) et l'Association générale des étudiants Students' General Association (SGA-AGÉ) qui est officiellement bilingue. Cependant, n'importe quel étudiant peut rejoindre l'une des deux associations indépendamment de son groupe linguistique, dans la mesure où l'AEF et la SGA-AGÉ offrent des services différents. Ces deux organisations sont donc souvent en compétition. L'Association des étudiants aux études supérieures (AÉÉS) est destinée aux étudiants du 2e cycle tandis que l'Association des étudiantes et étudiants adultes et à temps partiel de la Laurentienne (Laurentian Association of Mature and Part-Time Students) offre ses services aux étudiants adultes et à temps partiel.

## Historique
Les racines historique de l'Université Laurentienne sont catholiques.
C'est une université fédérée qui représentait les congrégations des Églises catholique, protestante unie et anglicane. Elle fut formée pour la première année académique de 1959-60. Du fait des besoins grandissant de la nouvelle université, la capacité du Collège du Sacré-Cœur était devenue insuffisante. L'université a dû tenir des classes d'enseignements dans plusieurs édifices de la ville de Sudbury, jusqu'à l'ouverture de son campus en 1964.
En février 2021, incapable de faire face à ses obligations financières (en), l'université prend des mesures pour se mettre à l'abri des créanciers. Dans la foulée, elle élimine 58 programmes de 1er cycle et 11 programmes de maîtrise, coupant la moitié de ses programmes en français et éliminant une centaine de postes de professeurs. L'université continue toutefois à offrir 107 programmes de 1er cycle et 33 programmes de 2e et 3e cycles.

## Partenariats
L'Université entretient des liens solides avec l'industrie minière et fait partie de l'une des rares écoles canadiennes à offrir des cours de génie minier. Elle est aussi la seule université du pays à être située dans une région principalement minière. Le Centre Willett-Green-Miller, qui est un édifice provincial présent sur le campus, abrite la Commission géologique de l'Ontario, les Laboratoires géoscientifiques de l'Ontario, la Bibliothèque géoscientifique John-B.-Gammon et la division de mines et minéraux du ministère du Développement du Nord et des Mines. Il héberge également la Mining Innovation, Rehabilitation and Applied Research Corporation (MIRARCO) qui est une société à but non lucratif de la Laurentienne se spécialisant dans la recherche et les services techniques et reposant sur la collaboration entre les secteurs public et privé.
L'Université est un partenaire-clé de l'Observatoire de neutrinos de Sudbury, le laboratoire souterrain le plus profond du monde qui a apporté depuis 1998 de nouvelles avancées concernant la composition du soleil et les origines de l'univers.
L'université Laurentienne est membre de l'Association des universités de la francophonie canadienne, un réseau destiné à promouvoir l'enseignement universitaire en milieu minoritaire francophone.

## Programmes d'études de1ercycle

### Faculté des humanités et sciences sociales
- Anthropologie (B.A)
- Droit et justice
- Éducation (BA)
- Études de l'environnement
- Études en éthique
- Études françaises
- Études indigènes
- Études journalistiques
- Études sur la femme
- Folklore et ethnologie
- Géographie
- Histoire
- Informatique (B.A)
- Langues vivantes
- Mathématiques (B.A)
- Orthophonie
- Philosophie
- Psychologie (B.A)
- Santé publique
- Science politique
- Science économique
- Sciences religieuses
- Sociologie
- Théâtre

### Faculté des Sciences et du Génie, École d'Ingénierie Bharti
- Biologie
- Chimie
- Physique : physique biomédicale, anthropologie (BSc), biochimie.
- Génie : informatique, neurosciences du comportement, psychologie, radiothérapie.
- Sciences de la Terre
- Sciences environnementales : sciences libérales, sciences médico-légales.

### Faculté des Écoles professionnelles
- Formation des sages-femmes
- Sciences de l'activité physique
- Éducation, B.Ed. consécutif
- Service social

### Faculté de Gestion
- Administration des affaires
- Administration des sports

### École de médecine
Il s'agit de la première école médicale à avoir ouvert ses portes sous l'ère numérique. Le cursus de 1er cycle de la l'École de médecine du Nord de l'Ontario (Northern Ontario Medical School) dure quatre ans et met l'accent sur la technologie large bande pour faciliter les échanges entre les différents campus.

## Programmes d'études de2ecycle

### Maîtrises
- Activités physiques
- Administration des affaires (MBA en ligne)
- Biologie
- Génie des ressources naturelles
- Géologie
- Histoire
- Humanités (interprétations et valeurs)
- Maîtrise interdisciplinaire en développement humain
- Orthophonie
- Physique
- Psychologie
- Sciences chimiques
- Sciences computationnelles
- Sciences infirmières
- Service social
- Sociologie
- Vulgarisation scientifique

### Doctorats
- Gisements miniers et Géologie Précambrienne
- Génie des ressources naturelles
- Santé dans les milieux ruraux du Nord
- Sciences biomoléculaires
- Sciences humaines
- Sciences des matériaux
- Écologie Boréal

## Vie étudiante

### Médias
La station de radio FM de l'Université, CKLU, diffuse ses ondes sur la fréquence 96.7 à la fois en anglais et en français. Elle est membre de l'Association nationale des radios étudiantes et communautaires.
Deux journaux sont également disponibles : Lambda (anglophone) et L'Orignal déchaîné (francophone).

### Sports
Les équipes universitaires, connues sous le nom de "Voyageurs" pour les hommes, et "Lady Vees" pour les femmes, participent aux compétitions de basket-ball, football, natation, cross-country, golf, curling et ski nordique. Il existe aussi des clubs de Crosse et d'aviron ainsi que d'une multitude d'autres sports dispensés en interne. Avec sept titres à son palmarès, les Lady Vees basketteuses sont une des équipes ayant remporté le plus de succès dans l'histoire du Championnat canadien inter-universitaire du basket féminin.
L'actuel directeur du département athlétique est Peter Hellstrom.

### Le Corps des cornemuses
Le Corps des cornemuses de l’Université Laurentienne (CCUL) est officiellement fondé le 29 mai 2007 par l'ancienne rectrice, Judith Woodsworth, au cours de la collation du printemps. L’université est l'un des premières écoles, après l'Université Queen's, à avoir conçu son propre tartan (enregistrée dans l'indice de tartan) et la troisième université en Ontario à avoir son propre corps de cornemuses (avec le Collège militaire royal du Canada).
Le corps est composé des étudiants de l’Université et de l'EMNO, des anciens, et des membres de la communauté des non affiliés. Le groupe comprend des cornemuses, des caisses claires, des ténors tambours, et un tambour de base ainsi que d'une troupe de danse écossaise.
Semblable à d'autres groupes scolaires, la bande est gérée par un conseil exécutif composé d'un président, un vice-président, un manager du groupe, un secrétaire et un trésorier. Les élections se produisent chaque année à l'automne pour chacun des postes, les critères étant décrits dans la constitution du CCUL. Le conseil est responsable de la révision de la constitution, la planification d’évènements, des relations publiques et de la liaison avec le bureau du président de l’université. Tous les aspects techniques du jour, l'enseignement musical (y compris la sélection du répertoire), est menée par le cornemuseur-major et de tambour-major. Ces postes sont pourvus par le conseil élu chaque année avec les parties intéressées qui soumettent leurs noms pour examen. Les individus sont sélectionnés en fonction du mérite et de l'expérience. Comme d'autres clubs, le groupe recrute de nouveaux membres au début de chaque semestre, mais accepte toujours les parties intéressées.

## Recteurs de l'Université Laurentienne
- Stanley G. Mullins (1963–1970)
- R. J. A. Cloutier (1970–1972)
- Edward J. Monahan (1972–1977)
- Henry Best (1977–1984)
- John Daniel (1984–1991)
- Ross Paul (1991–1998)
- Jean Watters (1998–2001)
- Dre Judith Woodsworth (2002–2008)
- Dominic Giroux (2009–juin 2017)
- Pierre Zundel (par intérim, juillet 2017–juin 2019)
- Robert Haché (juillet 2019–2022)
- Tammy Eger (2022)
- Sheila Embleton (2022-2024)
- Lynn Wells (2024–présent)

## Chanceliers
- Aline Chrétien (2010-2013)
- Steve Paikin (2013-2021)